# Pierre Tornade

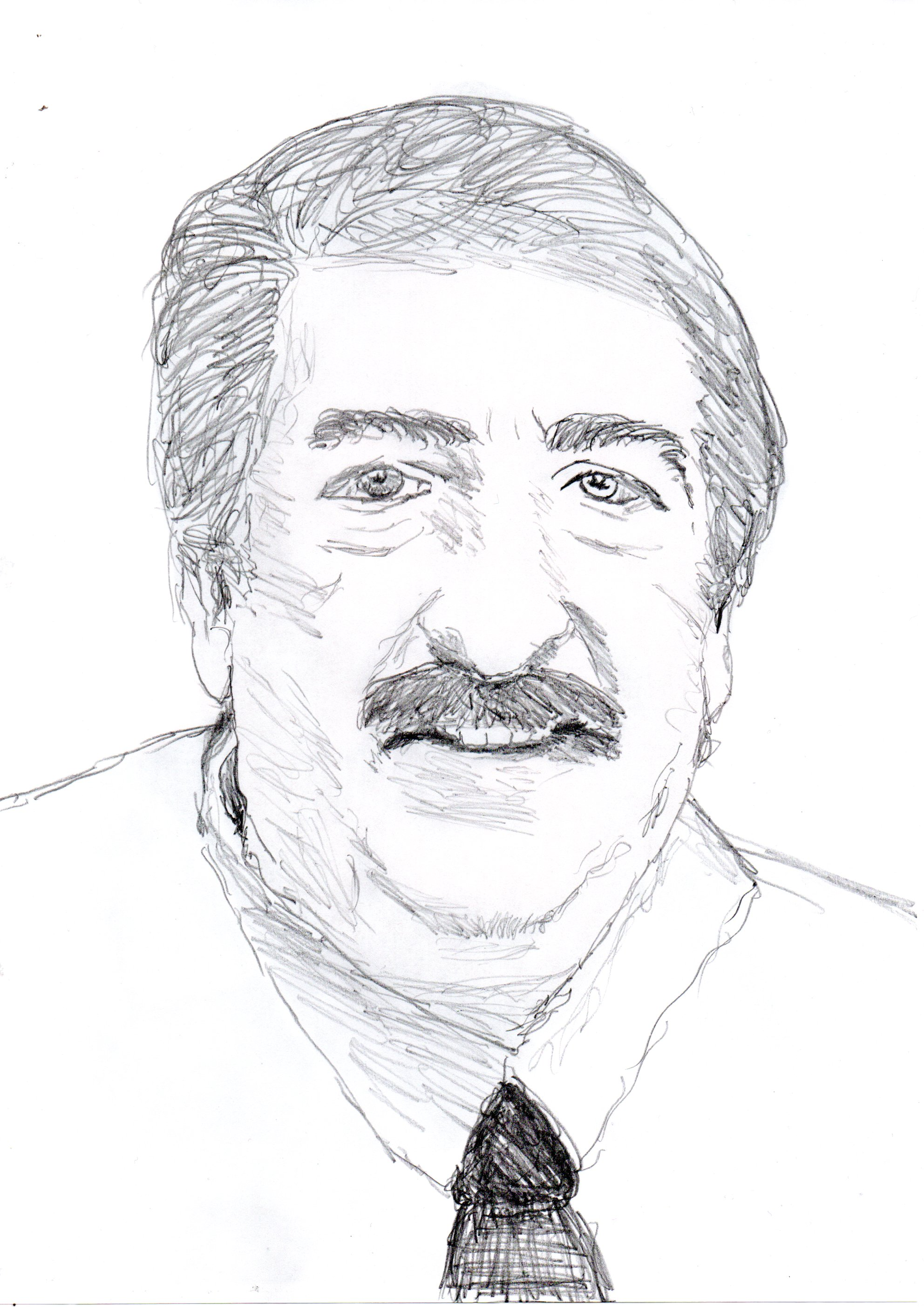
Pierre Tornade (2023)

Pierre Tornade (* 21. Januar 1930 in Bort-les-Orgues, Département Corrèze als Pierre Tournadre; † 7. März 2012 in Rambouillet, Département Yvelines) war ein französischer Schauspieler und Synchronsprecher.

## Leben
Pierre Tornade begann seine Theaterkarriere im Alter von 25 Jahren im Stück Elle est folle, Carole in Paris. 1956 spielte er in der musikalischen Komödie Irma la Douce und hatte dann sein Filmdebüt in Les Truands, wo er seinen Künstlernamen „Tornade“ annahm. Im folgenden Jahr spielte er im Theaterstück Perikles, Prinz von Tyrus und trat in die Branquignols-Truppe von Robert Dhéry ein, zu der auch Jean Lefebvre und Michel Serrault gehörten.
Er spielte häufig Rollen im Fernsehen und erschien in mehreren Sitcoms wie Thierry la Fronde (1963) und Le Chevalier d'Harmental (1966). Wegen seiner großen und imposanten Statur (1,88 m groß) erschien er oft als Polizist oder Soldat. Seine bekanntesten Rollen waren das Opfer des Vaters im Film Dupont Lajoie (1975), Kapitän Dumont in der Serie Mais où est donc passée la septième compagnie? (1973) und Kommissar Florimond Faroux in der Serie Nestor Burma.
Als Synchronsprecher sprach er die Rolle des Majestix im Asterix-Zeichentrickfilmen Asterix der Gallier (1967), Asterix und Kleopatra (1968) und Asterix erobert Rom (1976). Er sprach später Averell Dalton im Lucky-Luke-Zeichentrickfilmen Lucky Luke (1971), Lucky Luke – Sein größter Trick (1978) und Lucky Luke – Das große Abenteuer (1983). Er sprach auch Obelix in den Asterix-Zeichentrickfilmen Asterix – Sieg über Cäsar (1985), Asterix bei den Briten (1986), Asterix – Operation Hinkelstein (1989) und Asterix in Amerika (1994).
Pierre Tornade starb am 7. März 2012 im Krankenhaus von Rambouillet, nach mehreren Tagen im Koma. Er war im Treppenhaus seines Hauses gestürzt.

## Filmographie (Auswahl)
- 1956: Les Truands
- 1957: Ce sacré Amédée
- 1957: Woll’n Sie nicht mein Mörder sein? (Comme un cheveu sur la soupe)
- 1967: Das älteste Gewerbe der Welt (Le plus vieux métier du monde)
- 1967, 1970: Allô Police (Fernsehserie, 2 Folgen)
- 1968: Balduin – das Nachtgespenst (Le tatoué)
- 1968: Balduin, der Trockenschwimmer (Le petit baigneur)
- 1969: Pack den Tiger schnell am Schwanz (Le Diable par la queue)
- 1969: Das Superhirn (Le Cerveau)
- 1971: Die Abenteuer des Monsieur Vidocq (Les Nouvelles Aventures de Vidocq, Fernsehserie, 1 Folge)
- 1973: Ich weiß von nichts und sage alles (Je sais rien mais je dirai tout)
- 1973: Wo bitte ist die 7. Kompanie geblieben? (Mais où est donc passee la 7ieme compagnie?)
- 1974: Mensch, man kann doch keinen LKW verlieren (Impossible… pas français)
- 1974: Monsieur Dupont (Dupont Lajoie)
- 1975: Adieu, Bulle (Adieu poulet)
- 1975: Die Laus der Kompanie (Soldat Duroc, ça va être ta fête)
- 1975: Hurra, die 7. Kompanie ist wieder da (On a retrouvé la 7ième compagnie)
- 1975: Operation Lady Marlene
- 1976: Ein Priester, ein Panzer und ein Haufen müder Landser (Le jour de gloire)
- 1977: Oh lala – Die kleinen Blonden sind da (Arrête ton char… bidasse!)
- 1978: Oh lala, immer auf die Kleinen (C’est dingue… mais on y va!)
- 1978: Sag’ guten Tag zu der Dame (Dis Bonjour à la dame)
- 1978: Zwei Supertypen in Afrika (Général… nous voilà!)
- 1986: Didi auf vollen Touren
- 1987: Zwei Witwen für eine Leiche (À notre regrettable époux)
- 1991: Nestor Burmas Abenteuer in Paris: Schweigen ist Gold (Pas de bavards à la muette)
- 1991: Nestor Burmas Abenteuer in Paris: Tödliche Absichten (Fièvre au marais)
- 1992: Nestor Burma: Ein abgrundtiefer Fall (Casse pipe à la natation)
- 1992: Nestor Burmas Abenteuer in Paris: Einmal ist keinmal (Le soleil naît derrière le Louvre)
- 1998: En garde, Burma!